# Tunahan Çiçek
Tunahan Çiçek (Scherzingen, 12 maggio 1992) è un calciatore svizzero di origini turche, attaccante del Batman Petrolspor.

## Carriera
Ha giocato nella massima serie svizzera.
Il 25 agosto 2022 un suo gol al ventiduesimo minuto nel turno di spareggi dell'UEFA Europa Conference League 2022-2023 regala la vittoria per 1-0 sul Rapid Vienna alla sua squadra che può così accedere ai gironi della competizione, diventando la prima squadra del Liechtenstein a partecipare alla fase finale di una competizione UEFA.

## Statistiche

### Presenze e reti nei club
Statistiche aggiornate all'8 febbraio 2021.
| Stagione          | Squadra           | Campionato        | Campionato | Campionato | Coppe nazionali | Coppe nazionali | Coppe nazionali | Coppe continentali | Coppe continentali | Coppe continentali | Altre coppe | Altre coppe | Altre coppe | Totale | Totale |
| Stagione          | Squadra           | Comp              | Pres       | Reti       | Comp            | Pres            | Reti            | Comp               | Pres               | Reti               | Comp        | Pres        | Reti        | Pres   | Reti   |
| ----------------- | ----------------- | ----------------- | ---------- | ---------- | --------------- | --------------- | --------------- | ------------------ | ------------------ | ------------------ | ----------- | ----------- | ----------- | ------ | ------ |
| 2010-2011         | San Gallo         | ASL               | 4          | 0          | CS              | 0               | 0               |                    | -                  | -                  |             | -           | -           | 4      | 0      |
| 2011-2012         | San Gallo         | ChL               | 2          | 0          | CS              | 0               | 0               |                    | -                  | -                  |             | -           | -           | 2      | 0      |
| 2012-2013         | San Gallo         | ASL               | 0          | 0          | CS              | 0               | 0               |                    | -                  | -                  |             | -           | -           | 0      | 0      |
| Totale San Gallo  | Totale San Gallo  | Totale San Gallo  | 6          | 0          |                 | 0               | 0               |                    | -                  | -                  |             | -           | -           | 6      | 0      |
| feb.-giu. 2014    | Winterthur        | ChL               | 4          | 0          | CS              | 0               | 0               |                    | -                  | -                  |             | -           | -           | 4      | 0      |
| 2014-2015         | Winterthur        | ChL               | 33         | 6          | CS              | 1               | 0               |                    | -                  | -                  |             | -           | -           | 34     | 6      |
| 2015-2016         | Winterthur        | ChL               | 28         | 6          | CS              | 2               | 0               |                    | -                  | -                  |             | -           | -           | 30     | 6      |
| Totale Winterthur | Totale Winterthur | Totale Winterthur | 65         | 12         |                 | 3               | 0               |                    | -                  | -                  |             | -           | -           | 68     | 12     |
| 2016-feb. 2017    | Boluspor          | 1L                | 10         | 0          | CT              | 5               | 1               |                    | -                  | -                  |             | -           | -           | 15     | 1      |
| 2017-2018         | Sciaffusa         | ChL               | 34         | 21         | CS              | 1               | 0               |                    | -                  | -                  |             | -           | -           | 35     | 21     |
| 2018-gen. 2019    | Neuchâtel Xamax   | ASL               | 5          | 0          | CS              | 1               | 0               |                    | -                  | -                  |             | -           | -           | 6      | 0      |
| gen.-giu. 2019    | Sciaffusa         | ChL               | 17         | 4          | CS              | -               | -               |                    | -                  | -                  |             | -           | -           | 17     | 4      |
| 2019-2020         | Vaduz             | ChL               | 35         | 12         |                 | -               | -               | UEL                | 6                  | 0                  |             | -           | -           | 41     | 12     |
| 2020-2021         | Vaduz             | ASL               | 18         | 3          |                 | -               | -               | UEL                | 1                  | 0                  |             | -           | -           | 19     | 3      |
| Totale Vaduz      | Totale Vaduz      | Totale Vaduz      | 53         | 15         |                 | 0               | 0               |                    | 7                  | 0                  |             | -           | -           | 60     | 15     |
| Totale carriera   | Totale carriera   | Totale carriera   | 190        | 52         |                 | 10              | 1               |                    | 7                  | 0                  |             | -           | -           | 207    | 53     |

## Palmarès

### Club

#### Competizioni nazionali
- Challenge League: 1

San Gallo: 2011-2012
- Coppa del Liechtenstein: 4

Vaduz: 2021-2022, 2022-2023, 2022-2023, 2023-2024